# Begonia olsoniae
Begonia olsoniae es una especie de planta perenne perteneciente a la familia Begoniaceae. Es originaria de Sudamérica.

## Distribución
Es un endemismo de Brasil donde se encuentra en la Mata Atlántica distribuida en Río de Janeiro.

## Taxonomía
Begonia vellozoana fue descrita por L.B.Sm. & B.G.Schub. y publicado en Phytologia 12: 250. 1965.
Etimología
Begonia: nombre genérico, acuñado por Charles Plumier, un referente francés en botánica, honra a Michel Bégon, un gobernador de la excolonia francesa de Haití, y fue adoptado por Linneo.
olsoniae: epíteto
sinonimia
- Begonia vellozoana Brade[3]